# 半島電力
半島電力是英屬香港的一家發電公司，為中華電力之聯營公司，於1964年成立，1995年結束，主要服務新界及九龍。此公司於註冊成立時，曾以80萬港元，創下當時香港最大額公司註冊費紀錄 。
隨著中電於1992年4月重組轄下發電公司架構，此公司與九龍發電有限公司，均被併入青山發電，並成為青電屬下空殼公司。至1995年尾，兩間公司進入自動清盤。

## 屬下發電廠
- 青衣發電廠 （六億瓦特）
  - 荃灣永久碼頭第26及30號（青衣發電廠專用重油接收碼頭）[6]
- 鶴園第三發電廠 （二億四千萬瓦特）[2]